# Licence d'accès client
Une licence d'accès client (« Client Access License » en anglais ou « CAL ») est une licence de logiciel distribuée par des sociétés comme Microsoft pour permettre à des clients de se connecter et d'utiliser un logiciel serveur.

## Introduction aux licences de logiciel
La plupart des logiciels commerciaux, y compris ceux de Microsoft, fonctionnent sur le principe d'une licence d'utilisation concédée à l'utilisateur final ou à une entreprise. Cette licence prend la forme d'un contrat dans lequel le propriétaire du logiciel octroie des droits d'utilisation limités à l'utilisateur.
Les produits Microsoft destinés à la vente au détail utilisent généralement le même type de licence, permettant à l'utilisateur d'installer le logiciel sur un seul ordinateur. Pour les entreprises, Microsoft propose cependant des contrats de licences pour la majorité de ses produits qui sont financièrement plus intéressants, qui sont plus flexibles ou les deux.
Les logiciels serveur, tels que Windows Server 2008 R2 et SQL Server 2012 requièrent des licences qui sont plus onéreuses que celles qui sont achetées pour des logiciels pour PC de bureau tels que Windows 7. Beaucoup de logiciels serveurs nécessitent également une licence pour les clients qui s’y connectent, cette licence est appelée Licence d’accès client ou CAL.

## Licence d'accès client
Les licences d'accès client (CAL) sont une sorte de logiciel qui permet à un utilisateur ou à un équipement de se connecter légalement à un serveur Microsoft. Ces licences sont vendues soit à l'achat du serveur (licences OEM), soit sous forme d'un contrat de licence. Certains logiciels, tel que Windows Small Business Server 2003, nécessitent une activation des CAL sur le serveur alors que d'autres, tel qu'Exchange 2010, n'ont pas besoin de cette procédure.
Les CAL sont toujours attribués à un utilisateur ou à un équipement, il est donc nécessaire d'avoir autant de CAL que d'utilisateurs et/ou d'équipements.
Certains logiciels serveurs, enfin, ne nécessitent pas de CAL du tout, c'est par exemple le cas de Windows Server Web Édition.

## Vérification des CAL
La plupart des CAL consistent en un simple papier et ne sont acquis que dans le seul but d'être en conformité avec le contrat de licence. À quelques exceptions près, il est en effet techniquement possible d'utiliser un logiciel serveur sans aucune limite d'utilisateurs. D'un point de vue légal par contre, une telle utilisation est en contradiction avec le contrat de licence du logiciel et représente donc une utilisation illégale de ce dernier ce qui expose l'utilisateur à des poursuites judiciaires pouvant mener à de lourdes amendes et à des dédommagements vis-à-vis de l'éditeur qui seront conséquents.
Certaines CAL, cependant, seront vérifiées électroniquement. Le serveur refusera ainsi les connexions s'il n'y a pas assez de CAL pour couvrir l'usage qui en est fait. C'est par exemple le cas de Windows Remote Desktop Services. Dans ce cas, un fichier reprenant les CAL ou les clés d'activation devront être introduites dans le serveur. Si le nombre d'utilisateurs maximum est atteint, le serveur bloquera tout utilisateur supplémentaire (c'est par exemple le cas de Windows Remote Desktop Services) ou permettra un petit nombre de connexions supplémentaires tout en prévenant l'administrateur qu'il est temps d'acquérir des CAL supplémentaires (c'est par exemple le cas de Small Business Server 2003).

## CAL utilisateur et CAL équipement
La plupart des CAL existent en deux versions : une version liée à l'utilisateur et une version liée à un équipement (tel que décrit dans le contrat de licence). Les sociétés sont libres de choisir l'un ou l'autre, voire une combinaison des deux. Chaque CAL doit être assignée à un utilisateur ou à un équipement défini. Il n'est ainsi pas possible d'utiliser une seule CAL pour deux utilisateurs ou deux équipements même s'ils ne se connectent pas en même temps au serveur.
Si l'on opte pour les CAL utilisateurs uniquement, il n'y aura pas de limite au nombre d'équipements qui peuvent se connecter au serveur mais ces équipements ne peuvent être utilisés que par les utilisateurs définis. Il en va de même si l'on choisit des CAL par équipement où le nombre d'utilisateurs sera illimité alors que le nombre d'équipements sera défini.
Ainsi si un utilisateur a à sa disposition plusieurs équipements (PC fixe + PC portable + smartphone), il sera plus intéressant d'opter pour des CAL utilisateur alors qu'une société qui dispose d'ordinateurs partagés par des employés à temps partiel, par exemple, privilégiera les CAL équipement.

## Combinaison de CAL
Les Core CAL sont une suite de CAL disponibles uniquement via des contrats de licence de type Open Value, Select ou Accord Entreprise. Cette suite consiste en une combinaison des licences d'accès clients des logiciels serveurs suivants : Windows Server, Exchange Server, SharePoint Server, System Center Configuration Client Management License, Lync Server et la licence de souscription à Forefront Endpoint. Les Core CAL permettent d'économiser approximativement 30 % sur l'achat des CAL individuelles.
Avec le lancement des versions 2007 de ses produits, Microsoft a également créé les CAL Entreprises qui consistent en une combinaison de 15 CAL comprenant les six CAL présentent dans la Core CAL et les fonctionnalités Entreprise des logiciels suivants : Exchange, Lync et SharePoint Server, ainsi que System Center Data Protection Manager, Operation Manager et Service Manager Client Management Licences. Tout comme les Core CAL, les CAL Entreprises ne sont disponibles qu'au travers des contrats Open Value, Select et Accord Entreprise.